# Muzeum Drukarstwa w Warszawie
Muzeum Drukarstwa, także Muzeum Drukarstwa Warszawskiego – oddział Muzeum Warszawy znajdujący się przy ul. Ząbkowskiej 23/25 w dzielnicy Praga-Północ.

## Historia
Placówka została utworzona w 1980 roku jako oddział Muzeum Historycznego m.st. Warszawy (od 2014 Muzeum Warszawy). W latach 1982−2010 mieściła się w kamienicy przy ul. Łuckiej 1/3/5, na terenie dawnych zakładów Norblina. Na ekspozycji umieszczono m.in. zrekonstruowaną osiemnastowieczną prasę drukarską i wyposażenie gabinetu warszawskiego wydawcy Salomona Lewentala. Po przejęciu nieruchomości przez nowego właściciela biuro muzeum przeniosło się do budynku przy ul. Trębackiej 3, a eksponaty przewieziono do magazynu w Pruszkowie. W 2015 roku muzeum rozpoczęło działalność przy ul. Ząbkowskiej 23/25.
W zbiorach muzealnych znajdują się eksponaty związane ze sztuką drukarską, edytorską, graficzną i introligatorską oraz maszyny drukarskie.
Placówka prowadzi zajęcia edukacyjne m.in. z zakresu historii książki, druku i technik graficznych.